# Lista de ministros das Infraestruturas de Portugal

Bandeira de ministro de Portugal

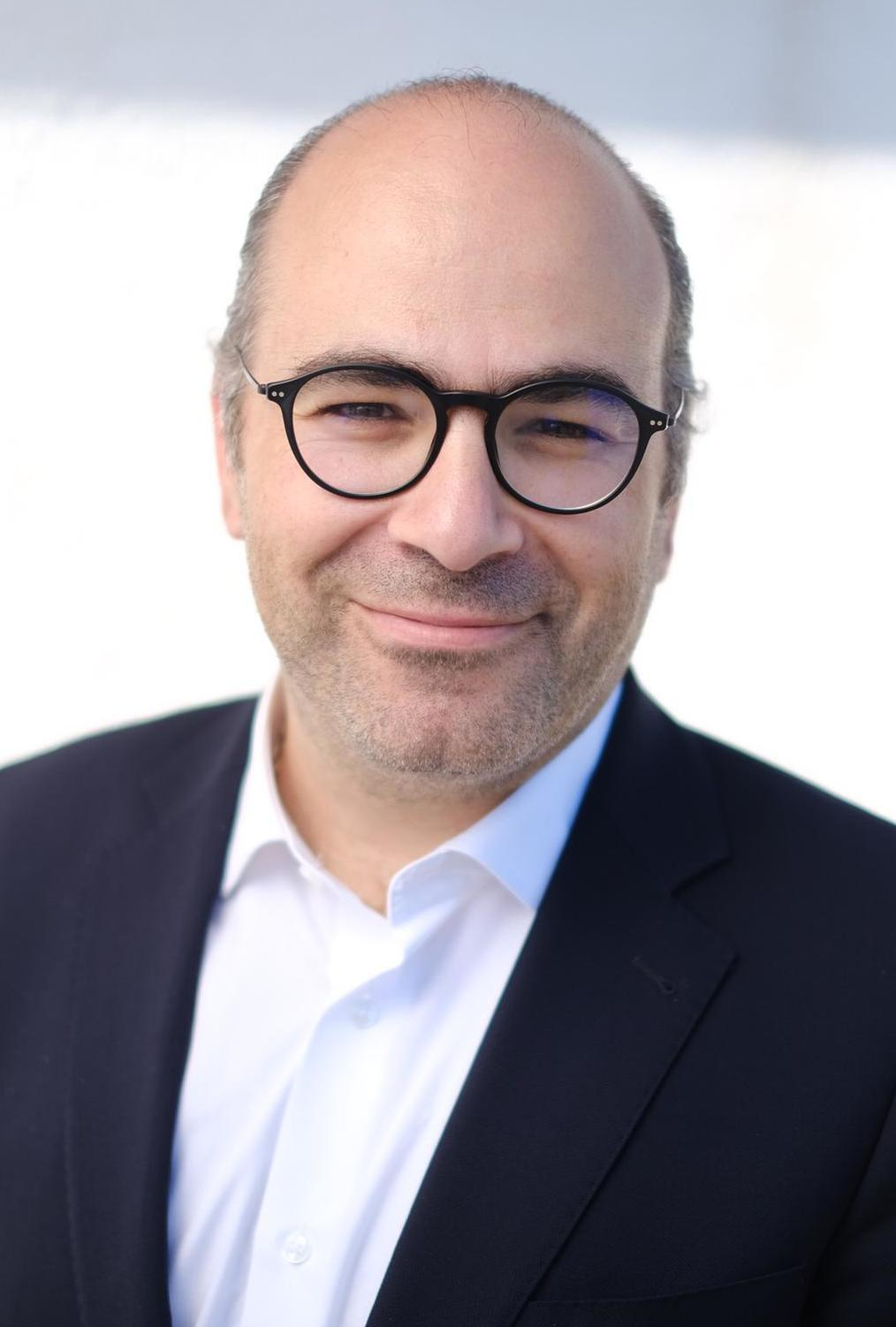
Miguel Pinto Luz, atual ministro das Infraestruturas e Habitação.

Esta é uma lista de ministros detentores da pasta das Infraestruturas em Portugal, entre a criação do Ministério das Obras Públicas, Comércio e Indústria a 30 de agosto de 1852 e a atualidade, enquanto Ministério das Infraestruturas. A lista cobre a Monarquia Constitucional (1830–1910), a Primeira República (1910–1926), o período ditatorial da Ditadura Militar, Ditadura Nacional e Estado Novo (1926–1974) e o atual período democrático (1974–atualidade).

## Designação
Entre 1852 e 2011, o cargo de ministro das Obras Públicas teve as seguintes designações:
- Ministro e secretário de Estado dos Negócios das Obras Públicas, Comércio e Indústria, também conhecido como Ministro dos Negócios das Obras Públicas, Comércio e Indústria ou apenas Ministro das Obras Públicas, Comércio e Indústria — designação (ou designações) usadas entre 30 de agosto de 1852 e 5 de outubro de 1910; o ministério era um verdadeiro ministério da Economia, concentrando as obras públicas, os transportes terrestres e comunicações, mas também os assuntos económicos (Comércio, Indústria e Agricultura);
- Ministro das Obras Públicas, Comércio e Indústria — designação usada entre 5 de outubro de 1910 e 10 de outubro de 1910;
- Ministro do Fomento — designação usada entre 10 de outubro de 1910 e 5 de novembro de 1917;
- integrado no Ministério do Comércio (Ministério do Comércio e Comunicações a partir de 9 de maio de 1919) — entre 5 de novembro de 1917 e 5 de julho de 1932;
- Ministro das Obras Públicas e Comunicações — designação usada entre 5 de julho de 1932 e 1 de janeiro de 1947;
- Ministro das Obras Públicas — designação usada entre 1 de janeiro de 1947 e 25 de abril de 1974;
- Ministro do Equipamento Social e do Ambiente — designação usada entre 16 de maio de 1974 e 17 de outubro de 1975;
- Ministro do Equipamento Social — designação usada entre 17 de outubro de 1975 e 10 de fevereiro de 1976;
- Ministro das Obras Públicas — designação usada entre 10 de fevereiro de 1976 e 30 de janeiro de 1978;
- Ministro da Habitação e Obras Públicas — designação usada entre 30 de janeiro de 1978 e 4 de setembro de 1981;
- Ministro da Habitação, Obras Públicas e Transportes — designação usada entre 4 de setembro de 1981 e 9 de junho de 1983;
- Ministro do Equipamento Social — designação usada entre 9 de junho de 1983 e 6 de novembro de 1985;
- Ministro das Obras Públicas, Transportes e Comunicações — designação usada entre 6 de novembro de 1985 e 28 de outubro de 1995;
- Ministro do Equipamento Social — designação usada entre 28 de outubro de 1995 e 15 de janeiro de 1996;
- Ministro do Equipamento Social, do Planeamento e da Administração do Território — designação usada entre 15 de janeiro de 1996 e 25 de outubro de 1999;
- Ministro do Equipamento Social — designação usada entre 25 de outubro de 1999 e 23 de janeiro de 2002;
- integrado na Presidência do Conselho de Ministros, com as funções delegadas no Ministro do Ambiente e do Ordenamento do Território — entre 23 de janeiro de 2002 e 6 de abril de 2002;
- Ministro das Obras Públicas, Transportes e Habitação — designação usada entre 6 de abril de 2002 e 17 de julho de 2004;
- Ministro das Obras Públicas, Transportes e Comunicações — designação usada entre 17 de julho de 2004 e 21 de junho de 2011;
- integrado no Ministério da Economia e do Emprego (Ministério da Economia a partir de 24 de julho de 2013) — entre 21 de junho de 2011 e 26 de novembro de 2015;
- Ministro do Planeamento e das Infraestruturas — designação usada entre 26 de novembro de 2015 e 18 de fevereiro de 2019;
- Ministro das Infraestruturas e Habitação — designação usada entre 18 de fevereiro de 2019 e 4 de janeiro de 2023;
- Ministro das Infraestruturas — designação usada entre 4 de janeiro de 2023 e 2 de abril de 2024;
- Ministro das Infraestruturas e Habitação — designação usada desde 2 de abril de 2024.

## Numeração
Para efeitos de contagem, regra geral, não contam os ministros interinos em substituição de um ministro vivo e em funções. Já nos casos em que o cargo é ocupado interinamente, mas não havendo um ministro efetivamente em funções, o ministro interino conta para a numeração. Os casos em que o ministro não chega a tomar posse não são contabilizados. Os períodos em que o cargo foi ocupado por órgãos coletivos também não contam na numeração desta lista.
São contabilizados os períodos em que o ministro esteve no cargo ininterruptamente, não contando se este serve mais do que um mandato consecutivo, e não contando ministros provisórios durante os respetivos mandatos. Ministros que sirvam em períodos distintos são, obviamente, distinguidos numericamente.

## Lista
Legenda de cores

(para partidos e correntes políticas)
| Monarquia Constitucional (1830–1834)    | |                              |                         |                         |         |                                                                                       |
| #                                       | Ministro e secretário de Estado dos Negócios das Obras Públicas, Comércio e Indústria (Nascimento–Morte) | Retrato                      | Início do mandato       | Fim do mandato          | Governo | Governo                                                                               |
| 1                                       | António Maria de Fontes Pereira de Melo (interino) (1819–1887) |                              | 30 de agosto de 1852    | 8 de novembro de 1855   |         | XXI Saldanha                                                                          |
| –                                       | Rodrigo da Fonseca Magalhães (interino) (1787–1858) |                              | 8 de novembro de 1855   | 3 de janeiro de 1856    |         | XXI Saldanha                                                                          |
| –                                       | António Maria de Fontes Pereira de Melo (interino; continuação) (1819–1887) |                              | 3 de janeiro de 1856    | 6 de junho de 1856      |         | XXI Saldanha                                                                          |
| 2                                       | Bernardo de Sá Nogueira de Figueiredo, Visconde de Sá da Bandeira (interino) (1795–1876) |                              | 6 de junho de 1856      | 25 de junho de 1856     |         | XXII Loulé                                                                            |
| 3                                       | D. Nuno José Severo de Mendoça Rolim de Moura Barreto, Marquês de Loulé e Conde de Vale de Reis (1804–1875) |                              | 25 de junho de 1856     | 14 de março de 1857     |         | XXII Loulé                                                                            |
| 4                                       | Carlos Bento da Silva (1812–1891) |                              | 14 de março de 1857     | 16 de março de 1859     |         | XXII Loulé                                                                            |
| 5                                       | António de Serpa Pimentel (1825–1900) |                              | 16 de março de 1859     | 4 de julho de 1860      |         | XXIII Terceira                                                                        |
| 5                                       | António de Serpa Pimentel (1825–1900) | XXIV Aguiar                  | 16 de março de 1859     | 4 de julho de 1860      |         |                                                                                       |
| 6                                       | Tiago Augusto Veloso de Horta (1819–1863) |                              | 4 de julho de 1860      | 26 de fevereiro de 1862 |         | XXV Loulé                                                                             |
| 7                                       | D. Nuno José Severo de Mendoça Rolim de Moura Barreto, Marquês de Loulé e Conde de Vale de Reis (2.ª vez; interino) (1804–1875) |                              | 26 de fevereiro de 1862 | 12 de setembro de 1862  |         | XXV Loulé                                                                             |
| –                                       | Joaquim Tomás Lobo de Ávila (interino) (1822–1901) |                              | 12 de setembro de 1862  | 6 de outubro de 1862    |         | XXV Loulé                                                                             |
| –                                       | D. Nuno José Severo de Mendoça Rolim de Moura Barreto, Duque de Loulé e Conde de Vale de Reis (2.ª vez continuação; interino) (1804–1875) |                              | 6 de outubro de 1862    | 16 de janeiro de 1864   |         | XXV Loulé                                                                             |
| 8                                       | João Crisóstomo de Abreu e Sousa (1811–1895) |                              | 16 de janeiro de 1864   | 17 de abril de 1865     |         | XXV Loulé                                                                             |
| 9                                       | Carlos Bento da Silva (2.ª vez) (1812–1891) |                              | 17 de abril de 1865     | 4 de setembro de 1865   |         | XXVI Sá da Bandeira                                                                   |
| 10                                      | José Joaquim Gomes de Castro, Conde de Castro (1794–1878) |                              | 4 de setembro de 1865   | 9 de maio de 1866       |         | XXVII Aguiar                                                                          |
| 11                                      | José Maria Caldeira do Casal Ribeiro (1825–1896) |                              | 9 de maio de 1866       | 6 de junho de 1866      |         | XXVII Aguiar                                                                          |
| 12                                      | João de Andrade Corvo (1824–1890) |                              | 6 de junho de 1866      | 4 de janeiro de 1868    |         | XXVII Aguiar                                                                          |
| 13                                      | Sebastião do Canto e Castro Mascarenhas (1821–1875) |                              | 4 de janeiro de 1868    | 22 de julho de 1868     |         | XXVIII Ávila                                                                          |
| 14                                      | Sebastião Lopes de Calheiros e Meneses (1816–1899) |                              | 22 de julho de 1868     | 11 de agosto de 1869    |         | XXIX Sá da Bandeira                                                                   |
| 15                                      | Joaquim Tomás Lobo de Ávila (interino) (1822–1901) |                              | 11 de agosto de 1869    | 20 de maio de 1870      |         | XXX Saldanha                                                                          |
| 16                                      | D. João Carlos Gregório Domingos Vicente Francisco de Saldanha Oliveira e Daun, Duque de Saldanha (interino) (1790–1876) |                              | 20 de maio de 1870      | 26 de maio de 1870      |         | XXXI Saldanha                                                                         |
| 17                                      | D. Caetano Gaspar de Almeida e Noronha Portugal Camões de Albuquerque Moniz e Sousa, Marquês de Angeja, Conde de Peniche e Senhor de Vila Verde (1820–1881)                                                                                     |                              | 26 de maio de 1870      | 1 de agosto de 1870     |         | XXXI Saldanha                                                                         |
| 18                                      | D. Luís da Câmara Leme (interino) (1819–1904) |                              | 1 de agosto de 1870     | 29 de agosto de 1870    |         | XXXI Saldanha                                                                         |
| 19                                      | Carlos Bento da Silva (3.ª vez) (1812–1891) |                              | 29 de agosto de 1870    | 29 de outubro de 1870   |         | XXXII Sá da Bandeira                                                                  |
| 20                                      | António José de Ávila, Marquês de Ávila e Bolama (1807–1881) |                              | 29 de outubro de 1870   | 1 de março de 1871      |         | XXXIII Ávila                                                                          |
| 21                                      | Sebastião José de Carvalho, Visconde de Chanceleiros (1833–1905) |                              | 1 de março de 1871      | 12 de julho de 1871     |         | XXXIII Ávila                                                                          |
| 22                                      | Carlos Bento da Silva (4.ª vez; interino) (1812–1891) |                              | 12 de julho de 1871     | 13 de setembro de 1871  |         | XXXIII Ávila                                                                          |
| 23                                      | António Cardoso Avelino (1822–1889) |                              | 13 de setembro de 1871  | 9 de novembro de 1876   |         | XXXIV Fontes Pereira de Melo                                                          |
| 24                                      | Lourenço António de Carvalho (1837–1890) |                              | 9 de novembro de 1876   | 5 de março de 1877      |         | XXXIV Fontes Pereira de Melo                                                          |
| 25                                      | João Gualberto de Barros e Cunha (1827–1882) |                              | 5 de março de 1877      | 29 de janeiro de 1878   |         | XXXV Ávila                                                                            |
| 26                                      | Lourenço António de Carvalho (2.ª vez) (1837–1890) |                              | 29 de janeiro de 1878   | 1 de junho de 1879      |         | XXXVI Fontes Pereira de Melo                                                          |
| 27                                      | Augusto Saraiva de Carvalho (1839–1882) |                              | 1 de junho de 1879      | 25 de março de 1881     |         | XXXVII Braamcamp                                                                      |
| 28                                      | Ernesto Rodolfo Hintze Ribeiro (interino desde 24 de outubro de 1883) (1849–1907) |                              | 25 de março de 1881     | 3 de dezembro de 1883   |         | XXXVIII Rodrigues Sampaio                                                             |
| 28                                      | Ernesto Rodolfo Hintze Ribeiro (interino desde 24 de outubro de 1883) (1849–1907) | XXXIX Fontes Pereira de Melo | 25 de março de 1881     | 3 de dezembro de 1883   |         |                                                                                       |
| 28                                      | Ernesto Rodolfo Hintze Ribeiro (interino desde 24 de outubro de 1883) (1849–1907) | XL Fontes Pereira de Melo    | 25 de março de 1881     | 3 de dezembro de 1883   |         |                                                                                       |
| 29                                      | António Augusto de Aguiar (1838–1887) |                              | 3 de dezembro de 1883   | 4 de fevereiro de 1885  |         |                                                                                       |
| 30                                      | António Maria de Fontes Pereira de Melo (2.ª vez; interino) (1819–1887) |                              | 4 de fevereiro de 1885  | 19 de novembro de 1885  |         |                                                                                       |
| 31                                      | Tomás António Ribeiro Ferreira (1831–1901) |                              | 19 de novembro de 1885  | 20 de fevereiro de 1886 |         |                                                                                       |
| 32                                      | Emídio Júlio Navarro (1844–1905) |                              | 20 de fevereiro de 1886 | 23 de fevereiro de 1889 |         | XLI J. L. Castro                                                                      |
| 33                                      | Eduardo José Coelho (1835–1913) |                              | 23 de fevereiro de 1889 | 14 de janeiro de 1890   |         | XLI J. L. Castro                                                                      |
| 34                                      | Frederico de Gusmão Correia Arouca (1846–1902) |                              | 14 de janeiro de 1890   | 13 de outubro de 1890   |         | XLII Serpa                                                                            |
| 35                                      | Tomás António Ribeiro Ferreira (2.ª vez) (1831–1901) |                              | 13 de outubro de 1890   | 21 de maio de 1891      |         | XLIII Crisóstomo                                                                      |
| 36                                      | João Ferreira Franco Pinto Castelo Branco (1855–1929) |                              | 21 de maio de 1891      | 17 de janeiro de 1892   |         | XLIV Crisóstomo                                                                       |
| 37                                      | Sebastião José de Carvalho, Visconde de Chanceleiros (2.ª vez) (1833–1905) |                              | 17 de janeiro de 1892   | 27 de maio de 1892      |         | XLV Dias Ferreira                                                                     |
| 38                                      | Pedro Vítor da Costa Sequeira (1846–1905) |                              | 27 de maio de 1892      | 22 de fevereiro de 1893 |         | XLVI Dias Ferreira                                                                    |
| 39                                      | Bernardino Luís Machado Guimarães (1851–1944) |                              | 22 de fevereiro de 1893 | 20 de dezembro de 1893  |         | XLVII Hintze Ribeiro                                                                  |
| 40                                      | Carlos Orta Lobo de Ávila (1860–1895) |                              | 20 de dezembro de 1893  | 1 de setembro de 1894   |         | XLVII Hintze Ribeiro                                                                  |
| 41                                      | Artur Alberto de Campos Henriques (1852–1922) |                              | 1 de setembro de 1894   | 7 de fevereiro de 1897  |         | XLVII Hintze Ribeiro                                                                  |
| 42                                      | Augusto José da Cunha (1834–1919) |                              | 7 de fevereiro de 1897  | 18 de agosto de 1898    |         | XLVIII J. L. Castro                                                                   |
| 43                                      | Elvino José de Sousa e Brito (1851–1902) |                              | 18 de agosto de 1898    | 25 de junho de 1900     |         | XLIX J. L. Castro                                                                     |
| 44                                      | José Gonçalves Pereira dos Santos (1855–1927) |                              | 25 de junho de 1900     | 30 de novembro de 1900  |         | L Hintze Ribeiro                                                                      |
| 45                                      | Manuel Francisco de Vargas (1849–1921) |                              | 30 de novembro de 1900  | 28 de fevereiro de 1903 |         | L Hintze Ribeiro                                                                      |
| 46                                      | Alfredo Vieira Coelho Peixoto Pinto de Vilas-Boas, Conde de Paçô Vieira (1860–1926) |                              | 28 de fevereiro de 1903 | 20 de outubro de 1904   |         | LI Hintze Ribeiro                                                                     |
| 47                                      | Eduardo José Coelho (2.ª vez) (1835–1913) |                              | 20 de outubro de 1904   | 26 de abril de 1905     |         | LII J. L. Castro                                                                      |
| 48                                      | João de Alarcão Velasques Sarmento Osório (1854–1918) |                              | 26 de abril de 1905     | 27 de dezembro de 1905  |         | LII J. L. Castro                                                                      |
| 49                                      | António Ferreira Cabral Pais do Amaral (1863–1956) |                              | 27 de dezembro de 1905  | 20 de março de 1906     |         | LIII J. L. Castro                                                                     |
| 50                                      | José Gonçalves Pereira dos Santos (2.ª vez) (1855–1927) |                              | 20 de março de 1906     | 19 de maio de 1906      |         | LIV Hintze Ribeiro                                                                    |
| 51                                      | José Malheiro Reimão Teles de Meneses e Sá (1860–1951) |                              | 19 de maio de 1906      | 4 de fevereiro de 1908  |         | LV Franco                                                                             |
| 52                                      | João de Sousa Calvet Pinto de Magalhães (1845–1924) |                              | 4 de fevereiro de 1908  | 25 de dezembro de 1908  |         | LVI Ferreira do Amaral                                                                |
| 53                                      | D. Luís Filipe de Castro (1868–1928) |                              | 25 de dezembro de 1908  | 14 de maio de 1909      |         | LVII Campos Henriques                                                                 |
| 53                                      | D. Luís Filipe de Castro (1868–1928) | LVIII Teles                  | 25 de dezembro de 1908  | 14 de maio de 1909      |         |                                                                                       |
| 54                                      | António Alfredo Barjona de Freitas (1860–1923) |                              | 14 de maio de 1909      | 22 de dezembro de 1909  |         | LIX Lima                                                                              |
| 55                                      | Manuel António Moreira Júnior (1866–1953) |                              | 22 de dezembro de 1909  | 26 de junho de 1910     |         | LX Veiga Beirão                                                                       |
| 56                                      | José Gonçalves Pereira dos Santos (3.ª vez) (1855–1927) |                              | 26 de junho de 1910     | 5 de outubro de 1910    |         | LXI Teixeira de Sousa                                                                 |
| Primeira República (1911–1926)          | |                              |                         |                         |         |                                                                                       |
| #                                       | Ministro das Obras Públicas, Comércio e Indústria (Nascimento–Morte) | Retrato                      | Início do mandato       | Fim do mandato          | Governo | Governo                                                                               |
| Governo Provisório (1910–1911)          | |                              |                         |                         |         |                                                                                       |
| 57                                      | António Luís Gomes (1863–1961) |                              | 5 de outubro de 1910    | 10 de outubro de 1910   |         | Gov. Prov. (I) Braga                                                                  |
| #                                       | Ministro do Fomento (Nascimento–Morte) | Retrato                      | Início do mandato       | Fim do mandato          |         | Gov. Prov. (I) Braga                                                                  |
| –                                       | António Luís Gomes (continuação) (1863–1961) |                              | 10 de outubro de 1910   | 22 de novembro de 1910  |         | Gov. Prov. (I) Braga                                                                  |
| 58                                      | Manuel de Brito Camacho (1862–1934) |                              | 22 de novembro de 1910  | 3 de setembro de 1911   |         | Gov. Prov. (I) Braga                                                                  |
| Governos Constitucionais (1911–1917)    | |                              |                         |                         |         |                                                                                       |
| 59                                      | Sidónio Bernardino Cardoso da Silva Pais (1872–1918) |                              | 4 de setembro de 1911   | 12 de novembro de 1911  |         | II Chagas                                                                             |
| 60                                      | José Estêvão Pais Brosselard de Vasconcelos (1868–1917) |                              | 12 de novembro de 1911  | 16 de junho de 1912     |         | III Vasconcelos                                                                       |
| 61                                      | António Aurélio da Costa Ferreira (1879–1922) |                              | 16 de junho de 1912     | 9 de outubro de 1912    |         | IV Leite                                                                              |
| –                                       | Joaquim Basílio Cerveira e Sousa de Albuquerque e Castro (interino) (1853–1925) |                              | 9 de outubro de 1912    | 20 de novembro de 1912  |         | IV Leite                                                                              |
| –                                       | António Aurélio da Costa Ferreira (continuação) (1879–1922) |                              | 20 de novembro de 1912  | 27 de novembro de 1912  |         | IV Leite                                                                              |
| –                                       | Francisco José de Meneses Fernandes Costa (interino) (1857–1925) |                              | 27 de novembro de 1912  | 9 de janeiro de 1913    |         | IV Leite                                                                              |
| 62                                      | António Maria da Silva (1872–1950) |                              | 9 de janeiro de 1913    | 9 de fevereiro de 1914  |         | V Costa                                                                               |
| 63                                      | Aquiles Gonçalves Fernandes (1880–1915) |                              | 9 de fevereiro de 1914  | 23 de junho de 1914     |         | VI Machado                                                                            |
| 64                                      | João Maria de Almeida Lima (1859–1930) |                              | 23 de junho de 1914     | 12 de dezembro de 1914  |         | VII Machado                                                                           |
| 65                                      | Eduardo Alberto Lima Basto (1875–1942) |                              | 12 de dezembro de 1914  | 25 de janeiro de 1915   |         | VIII Azevedo Coutinho                                                                 |
| 66                                      | José Joaquim Pereira Pimenta de Castro (interino) (1846–1918) |                              | 25 de janeiro de 1915   | 28 de janeiro de 1915   |         | IX Pimenta de Castro                                                                  |
| 67                                      | José Nunes da Ponte (1848–1924) |                              | 28 de janeiro de 1915   | 14 de maio de 1915      |         | IX Pimenta de Castro                                                                  |
| –                                       | Junta Constitucional composta por: José Maria Mendes Ribeiro Norton de Matos António Maria da Silva José de Freitas Ribeiro Alfredo Ernesto de Sá Cardoso Álvaro Xavier de Castro                                                               |                              | 14 de maio de 1915      | 15 de maio de 1915      |         | ——                                                                                    |
| –                                       | Sebastião de Magalhães Lima (não empossado) (1850–1928) |                              | 15 de maio de 1915      | 17 de maio de 1915      |         | X Chagas (não empossado)                                                              |
| 68                                      | Manuel Joaquim Rodrigues Monteiro (1879–1952) |                              | 17 de maio de 1915      | 29 de novembro de 1915  |         | X Chagas (até 29 mai. 1915) (não empossado) J. Castro (desde 17 mai. 1915) (interino) |
| 68                                      | Manuel Joaquim Rodrigues Monteiro (1879–1952) | XI J. Castro                 | 17 de maio de 1915      | 29 de novembro de 1915  |         |                                                                                       |
| 69                                      | António Maria da Silva (2.ª vez) (1872–1950) |                              | 29 de novembro de 1915  | 17 de março de 1916     |         | XII Costa                                                                             |
| 69                                      | António Maria da Silva (2.ª vez) (1872–1950) | XIII Almeida                 | 29 de novembro de 1915  | 17 de março de 1916     |         |                                                                                       |
| 70                                      | Francisco José de Meneses Fernandes Costa (interino) (1857–1925) |                              | 17 de março de 1916     | 25 de abril de 1917     |         |                                                                                       |
| 71                                      | Herculano Jorge Galhardo (1868–1944) |                              | 25 de abril de 1917     | 5 de novembro de 1917   |         | XIV Costa                                                                             |
| #                                       | Pasta das Obras Públicas | Retrato                      | Início                  | Fim                     | Governo |                                                                                       |
| –                                       | Serviços integrados no Ministério do Comércio (ver: Lista de ministros do Comércio de Portugal) |                              | 5 de novembro de 1917   | 8 de dezembro de 1917   | ——      | ——                                                                                    |
| República Nova (1917–1918)              | |                              |                         |                         |         |                                                                                       |
| –                                       | Serviços integrados no Ministério do Comércio (ver: Lista de ministros do Comércio de Portugal) |                              | 8 de dezembro de 1918   | 15 de maio de 1918      | ——      | ——                                                                                    |
| –                                       | Serviços integrados na Secretaria de Estado do Comércio (ver: Lista de ministros do Comércio de Portugal) |                              | 15 de maio de 1918      | 16 de dezembro de 1918  | ——      | ——                                                                                    |
| –                                       | Serviços integrados no Ministério do Comércio (ver: Lista de ministros do Comércio de Portugal) |                              | 16 de dezembro de 1918  | 23 de dezembro de 1918  | ——      | ——                                                                                    |
| Governos Constitucionais (1918–1926)    | |                              |                         |                         |         |                                                                                       |
| –                                       | Serviços integrados no Ministério do Comércio (ver: Lista de ministros do Comércio de Portugal) |                              | 23 de dezembro de 1918  | 9 de maio de 1919       | ——      | ——                                                                                    |
| –                                       | Serviços integrados no Ministério do Comércio e Comunicações (ver: Lista de ministros do Comércio de Portugal) |                              | 9 de maio de 1919       | 29 de maio de 1926      | ——      | ——                                                                                    |
| Segunda República (1926–1974)           | |                              |                         |                         |         |                                                                                       |
| #                                       | Pasta das Obras Públicas | Retrato                      | Início                  | Fim                     | Governo | Governo                                                                               |
| Ditadura Militar (1926–1928)            | |                              |                         |                         |         |                                                                                       |
| –                                       | Serviços integrados no Ministério do Comércio e Comunicações (ver: Lista de ministros do Comércio de Portugal) |                              | 29 de maio de 1926      | 18 de abril de 1928     | ——      | ——                                                                                    |
| Ditadura Nacional (1928–1933)           | |                              |                         |                         |         |                                                                                       |
| –                                       | Serviços integrados no Ministério do Comércio e Comunicações (ver: Lista de ministros do Comércio de Portugal) |                              | 18 de abril de 1928     | 5 de julho de 1932      | ——      | ——                                                                                    |
| #                                       | Ministro das Obras Públicas e Comunicações (Nascimento–Morte) | Retrato                      | Início do mandato       | Fim do mandato          | Governo | Governo                                                                               |
| 72                                      | Duarte José Pacheco (1900–1943) |                              | 5 de julho de 1932      | 11 de abril de 1933     |         | VIII Oliveira Salazar                                                                 |
| Estado Novo (1933–1974)                 | |                              |                         |                         |         |                                                                                       |
| –                                       | Duarte José Pacheco (continuação) (1900–1943) |                              | 11 de abril de 1933     | 18 de janeiro de 1936   |         | I Oliveira Salazar                                                                    |
| 73                                      | Joaquim José de Andrade e Silva Abranches (1888–1939) |                              | 18 de janeiro de 1936   | 23 de maio de 1938      |         | II Oliveira Salazar                                                                   |
| –                                       | Manuel Rodrigues Júnior (interino) (1889–1946) |                              | 23 de maio de 1938      | 25 de maio de 1938      |         | II Oliveira Salazar                                                                   |
| 74                                      | Duarte José Pacheco (2.ª vez) (1900–1943) |                              | 25 de maio de 1938      | 16 de novembro de 1943  |         | II Oliveira Salazar                                                                   |
| –                                       | Cargo vago |                              | 16 de novembro de 1943  | 18 de novembro de 1943  |         | II Oliveira Salazar                                                                   |
| 75                                      | João Pinto da Costa Leite "Lumbrales" (interino) (1905–1975) |                              | 18 de novembro de 1943  | 6 de setembro de 1944   |         | II Oliveira Salazar                                                                   |
| 76                                      | Augusto Cancela de Abreu (1895–1965) |                              | 6 de setembro de 1944   | 4 de fevereiro de 1947  |         | II Oliveira Salazar                                                                   |
| #                                       | Ministro das Obras Públicas (Nascimento–Morte) | Retrato                      | Início do mandato       | Fim do mandato          |         | II Oliveira Salazar                                                                   |
| 77                                      | José Frederico do Casal Ribeiro Ulrich (1905–1982) |                              | 4 de fevereiro de 1947  | 2 de abril de 1954      |         | II Oliveira Salazar                                                                   |
| 78                                      | Eduardo de Arantes e Oliveira (1907–1982) |                              | 2 de abril de 1954      | 12 de abril de 1967     |         | II Oliveira Salazar                                                                   |
| 79                                      | José Albino Machado Vaz (1903–1973) |                              | 12 de abril de 1967     | 27 de setembro de 1968  |         | II Oliveira Salazar                                                                   |
| 80                                      | Rui Alves da Silva Sanches (1919–2009) |                              | 27 de setembro de 1968  | 25 de abril de 1974     |         | III Caetano                                                                           |
| Terceira República (1974–presente)      | |                              |                         |                         |         |                                                                                       |
| #                                       | Ministro das Obras Públicas (Nascimento–Morte) | Retrato                      | Início do mandato       | Fim do mandato          | Governo | Governo                                                                               |
| Junta de Salvação Nacional (1974)       | |                              |                         |                         |         |                                                                                       |
| –                                       | Junta de Salvação Nacional composta por: António Sebastião Ribeiro de Spínola (Presidente) Francisco da Costa Gomes Jaime Silvério Marques Manuel Diogo Neto Carlos Galvão de Melo José Baptista Pinheiro de Azevedo António Alva Rosa Coutinho |                              | 25 de abril de 1974     | 16 de maio de 1974      |         | ——                                                                                    |
| Governos Provisórios (1974–1976)        | |                              |                         |                         |         |                                                                                       |
| #                                       | Ministro do Equipamento Social e do Ambiente (Nascimento–Morte) | Retrato                      | Início do mandato       | Fim do mandato          | Governo | Governo                                                                               |
| 81                                      | Manuel Coelho Mendes da Rocha (1913–1981) |                              | 15 de maio de 1974      | 17 de julho de 1974     |         | I Prov. Palma Carlos                                                                  |
| 82                                      | José Augusto Fernandes (n/d–n/d) |                              | 17 de julho de 1974     | 8 de agosto de 1975     |         | II Prov. Gonçalves                                                                    |
| 82                                      | José Augusto Fernandes (n/d–n/d) | III Prov. Gonçalves          | 17 de julho de 1974     | 8 de agosto de 1975     |         |                                                                                       |
| 82                                      | José Augusto Fernandes (n/d–n/d) | IV Prov. Gonçalves           | 17 de julho de 1974     | 8 de agosto de 1975     |         |                                                                                       |
| 83                                      | Henrique Manuel de Araújo de Oliveira Sá (1919–2020) |                              | 8 de agosto de 1975     | 19 de setembro de 1975  |         | V Prov. Gonçalves                                                                     |
| #                                       | Ministro do Equipamento Social (Nascimento–Morte) | Retrato                      | Início do mandato       | Fim do mandato          | Governo | Governo                                                                               |
| 84                                      | Álvaro Augusto Veiga de Oliveira (1929–2006) |                              | 19 de setembro de 1975  | 10 de fevereiro de 1976 |         | VI Prov. Pinheiro de Azevedo                                                          |
| #                                       | Ministro das Obras Públicas (Nascimento–Morte) | Retrato                      | Início do mandato       | Fim do mandato          |         | VI Prov. Pinheiro de Azevedo                                                          |
| –                                       | Álvaro Augusto Veiga de Oliveira (continuação) (1929–2006) |                              | 10 de fevereiro de 1976 | 23 de julho de 1976     |         | VI Prov. Pinheiro de Azevedo                                                          |
| Governos Constitucionais (1976-Present) | |                              |                         |                         |         |                                                                                       |
| 85                                      | João Orlindo de Almeida Pina (1926–2014) |                              | 23 de julho de 1976     | 30 de janeiro de 1978   |         | I Soares                                                                              |
| #                                       | Ministro da Habitação e Obras Públicas (Nascimento–Morte) | Retrato                      | Início do mandato       | Fim do mandato          | Governo | Governo                                                                               |
| 86                                      | António Francisco Barroso de Sousa Gomes (1936–2015) |                              | 30 de janeiro de 1978   | 29 de agosto de 1978    |         | II Soares                                                                             |
| 87                                      | João Orlindo de Almeida Pina (2.ª vez) (1926–2014) |                              | 29 de agosto de 1978    | 1 de agosto de 1979     |         | III Nobre da Costa                                                                    |
| 87                                      | João Orlindo de Almeida Pina (2.ª vez) (1926–2014) | IV Mota Pinto                | 29 de agosto de 1978    | 1 de agosto de 1979     |         |                                                                                       |
| 88                                      | Mário Adriano de Moura e Castro Brandão Fernandes de Azevedo (1929–) |                              | 1 de agosto de 1979     | 3 de janeiro de 1980    |         | V Pintasilgo                                                                          |
| 89                                      | João Lopes Porto (1941–2014) |                              | 3 de janeiro de 1980    | 9 de janeiro de 1981    |         | VI Sá Carneiro (até 4 dez. 1980) Freitas do Amaral (desde 4 dez. 1980) (interino)     |
| 90                                      | Luís Eduardo da Silva Barbosa (1933–) |                              | 9 de janeiro de 1981    | 4 de setembro de 1981   |         | VII Pinto Balsemão                                                                    |
| #                                       | Ministro da Habitação, Obras Públicas e Transportes (Nascimento–Morte) | Retrato                      | Início do mandato       | Fim do mandato          | Governo | Governo                                                                               |
| 91                                      | José Carlos Pinto Soromenho Viana Baptista (1931–2004) |                              | 4 de setembro de 1981   | 9 de junho de 1983      |         | VIII Pinto Balsemão                                                                   |
| #                                       | Ministro do Equipamento Social (Nascimento–Morte) | Retrato                      | Início do mandato       | Fim do mandato          | Governo | Governo                                                                               |
| 92                                      | João Rosado Correia (1939–2002) |                              | 9 de junho de 1983      | 15 de fevereiro de 1985 |         | IX Soares                                                                             |
| 93                                      | Carlos Montez Melancia (1927–2022) |                              | 15 de fevereiro de 1985 | 6 de novembro de 1985   |         | IX Soares                                                                             |
| #                                       | Ministro das Obras Públicas, Transportes e Comunicações (Nascimento–Morte) | Retrato                      | Início do mandato       | Fim do mandato          | Governo | Governo                                                                               |
| 94                                      | João Maria Leitão de Oliveira Martins (1934–2011) |                              | 6 de novembro de 1985   | 24 de abril de 1990     |         | X Cavaco Silva                                                                        |
| 94                                      | João Maria Leitão de Oliveira Martins (1934–2011) | XI Cavaco Silva              | 6 de novembro de 1985   | 24 de abril de 1990     |         |                                                                                       |
| 95                                      | Joaquim Martins Ferreira do Amaral (1945–) |                              | 24 de abril de 1990     | 28 de outubro de 1995   |         | XI Cavaco Silva                                                                       |
| 95                                      | Joaquim Martins Ferreira do Amaral (1945–) | XII Cavaco Silva             | 24 de abril de 1990     | 28 de outubro de 1995   |         |                                                                                       |
| #                                       | Ministro do Equipamento Social (Nascimento–Morte) | Retrato                      | Início do mandato       | Fim do mandato          | Governo | Governo                                                                               |
| 96                                      | Henrique de Oliveira Constantino (1939–1995) |                              | 28 de outubro de 1995   | 27 de dezembro de 1995  |         | XIII Guterres                                                                         |
| 97                                      | Francisco Luís Murteira Nabo (1939–) |                              | 27 de dezembro de 1995  | 15 de janeiro de 1996   |         | XIII Guterres                                                                         |
| #                                       | Ministro do Equipamento, do Planeamento e da Administração do Território (Nascimento–Morte) | Retrato                      | Início do mandato       | Fim do mandato          |         | XIII Guterres                                                                         |
| 98                                      | João Cardona Gomes Cravinho (1936–2025) |                              | 15 de janeiro de 1996   | 25 de outubro de 1999   |         | XIII Guterres                                                                         |
| #                                       | Ministro do Equipamento Social (Nascimento–Morte) | Retrato                      | Início do mandato       | Fim do mandato          | Governo | Governo                                                                               |
| 99                                      | Jorge Paulo Sacadura Almeida Coelho (1954–2021) |                              | 25 de outubro de 1999   | 10 de março de 2001     |         | XIV Guterres                                                                          |
| 100                                     | Eduardo Luís Barreto Ferro Rodrigues (1949–) |                              | 10 de março de 2001     | 23 de janeiro de 2002   |         | XIV Guterres                                                                          |
| 101                                     | José Sócrates Carvalho Pinto de Sousa (por delegação de funções) (1957–) |                              | 23 de janeiro de 2002   | 6 de abril de 2002      |         | XIV Guterres                                                                          |
| #                                       | Ministro das Obras Públicas, Transportes e Habitação (Nascimento–Morte) | Retrato                      | Início do mandato       | Fim do mandato          | Governo | Governo                                                                               |
| 102                                     | Luís Francisco Valente de Oliveira (1937–) |                              | 6 de abril de 2002      | 5 de abril de 2003      |         | XV Durão Barroso                                                                      |
| 103                                     | António Pedro de Nobre Carmona Rodrigues (1956–) |                              | 5 de abril de 2003      | 17 de julho de 2004     |         | XV Durão Barroso                                                                      |
| #                                       | Ministro das Obras Públicas, Transportes e Comunicações (Nascimento–Morte) | Retrato                      | Início do mandato       | Fim do mandato          | Governo | Governo                                                                               |
| 104                                     | António Luís Guerra Nunes Mexia (1957–) |                              | 17 de julho de 2004     | 12 de março de 2005     |         | XVI Santana Lopes                                                                     |
| 105                                     | Mário Lino Soares Correia (1940–) |                              | 12 de março de 2005     | 26 de outubro de 2009   |         | XVII Sócrates                                                                         |
| 106                                     | António Augusto da Ascenção Mendonça (1954–) |                              | 26 de outubro de 2009   | 21 de junho de 2011     |         | XVIII Sócrates                                                                        |
| #                                       | Pasta das Obras Públicas | Retrato                      | Início do mandato       | Fim do mandato          | Governo | Governo                                                                               |
| –                                       | Serviços integrados no Ministério da Economia e do Emprego (ver: Lista de ministros da Economia de Portugal) |                              | 21 de junho de 2011     | 24 de julho de 2013     | ——      | ——                                                                                    |
| –                                       | Serviços integrados no Ministério da Economia (ver: Lista de ministros da Economia de Portugal) |                              | 24 de julho de 2013     | 26 de novembro de 2015  | ——      | ——                                                                                    |
| #                                       | Ministro do Planeamento e das Infraestruturas | Retrato                      | Início do mandato       | Fim do mandato          | Governo | Governo                                                                               |
| 107                                     | Pedro Manuel Dias de Jesus Marques (1976–) |                              | 26 de novembro de 2015  | 18 de fevereiro de 2019 |         | XXI Costa                                                                             |
| #                                       | Ministro das Infraestruturas e Habitação | Retrato                      | Início do mandato       | Fim do mandato          | Governo | Governo                                                                               |
| 108                                     | Pedro Nuno de Oliveira Santos (1977–) |                              | 18 de fevereiro de 2019 | 4 de janeiro de 2023    |         | XXI Costa                                                                             |
| 108                                     | Pedro Nuno de Oliveira Santos (1977–) | XXII Costa                   | 18 de fevereiro de 2019 | 4 de janeiro de 2023    |         |                                                                                       |
| 108                                     | Pedro Nuno de Oliveira Santos (1977–) | XXIII Costa                  | 18 de fevereiro de 2019 | 4 de janeiro de 2023    |         |                                                                                       |
| #                                       | Ministro das Infraestruturas | Retrato                      | Início do mandato       | Fim do mandato          | Governo | Governo                                                                               |
| 109                                     | João Saldanha de Azevedo Galamba (1976–) |                              | 4 de janeiro de 2023    | 13 de novembro de 2023  |         | XXIII Costa                                                                           |
| 110                                     | António Luís Santos da Costa (por acumulação de funções) (1961–) |                              | 13 de novembro de 2023  | 2 de abril de 2024      |         | XXIII Costa                                                                           |
| #                                       | Ministro das Infraestruturas e Habitação | Retrato                      | Início do mandato       | Fim do mandato          | Governo | Governo                                                                               |
| 111                                     | Miguel Martinez de Castro Pinto Luz (1977–) |                              | 2 de abril de 2024      | presente                |         | XXIV Montenegro                                                                       |
| 111                                     | Miguel Martinez de Castro Pinto Luz (1977–) | XXV Montenegro               | 2 de abril de 2024      | presente                |         |                                                                                       |